# Emma Cyris
Emma Cyris (* 9. April 2001 in Halle (Saale)) ist eine ehemalige deutsche Volleyballspielerin. Mit dem Dresdner SC gewann sie sowohl den DVV-Pokal als auch die deutsche Meisterschaft.

## Karriere
Emma Cyris begann ihre Karriere beim VC Bitterfeld-Wolfen. Ab 2014 spielte sie zudem beim VC Olympia Berlin. In der Saison 2017/18 spielte sie mit dem VCO in der Volleyball-Bundesliga und gab direkt am ersten Spieltag der Saison gegen den SSC Palmberg Schwerin ihr Debüt in der Bundesliga. 2018 erreichte die Außenangreiferin mit den deutschen Juniorinnen den sechsten Rang bei der U18-Europameisterschaft in den Niederlanden. Bei der anschließenden Weltmeisterschaft in Argentinien gab es das gleiche Ergebnis. Auch Saison 2018/19 kam Cyris in der ersten Liga für den VCO Berlin zum Einsatz.
Anschließend wurde Emma Cyris vom Dresdner SC verpflichtet. Mit dem Verein gewann sie den DVV-Pokal 2019/20. Außerdem erreichte die Mannschaft das Halbfinale im Challenge Cup, das wegen der COVID-19-Pandemie nicht ausgetragen wurde. In der Bundesliga-Saison stand Dresden auf dem vierten Tabellenplatz, als die Saison kurz vor dem Abschluss der Hauptrunde abgebrochen wurde. In der Saison 2020/21 gewann sie mit dem Dresdner SC den deutschen Meistertitel. Kurz vor der Saison 2021/22 gab sie trotz noch laufenden Vertrages ihr Karriereende bekannt. Wie erst später bekannt wurde, war aufgrund einer versäumten Dopingkontrolle eine dreijährige Sperre gegen Cyris verhängt worden.
Cyris spielte mit Sarah Schulz einige Nachwuchsturniere im Beachvolleyball. 2015 nahm sie mit Marie Koloseus an der U18-Europameisterschaft in Riga teil.